# Calyptrochaeta apiculata
Calyptrochaeta apiculata là một loài rêu trong họ Daltoniaceae. Loài này được Hook. f. & Wilson Vitt mô tả khoa học đầu tiên năm 1979.